# چمنزارها و مراتع جنگلی سویفون-خانکا
منطقه اکولوژیکی مراتع و علفزارهای جنگلی سویفون-خانکا (شناسه ووف: پی آ ۰۹۰۷) (همچنین: مراتع و علفزار جنگلی اوسوری-ووسولی) یک منطقه اکولوژیکی نسبتاً کوچک است که در دریاچه خانکا، دریاچه‌ای آب شیرین در خاور دور روسیه، با بخشی در چین واقع شده است. زمین‌های این منطقه غیرجنگلی، مسطح و باتلاقی است. این منطقه یک توقفگاه مهم برای پرندگان مهاجر، از جمله بسیاری از گونه‌های آسیب‌پذیر است. مساحت آن ۳۳٬۹۲۹ کیلومتر مربع (۱۳٬۱۰۰ مایل مربع) است. و در علفزارهای غرقابی و زیست‌بوم ساوانا قرار دارد.

## مکان و توضیحات
سرچشمه‌های رودخانه اوسوری از لبه شمالی منطقه اکولوژیکی عبور می‌کنند، دریاچه خانکا بر وسط آن تسلط دارد و رودخانه سویفن (به زبان روسی رودخانه رازدولنایا) از جنوب دریاچه را تغذیه می‌کند. این دریاچه از غرب در مرز بین استان هیلونگ‌جیانگ در چین و از شرق در سرزمین پریمورسکی در روسیه قرار دارد. تنها خروجی دریاچه خانکا، رودخانه سونگاچا، شاخه‌ای از اوسوری، و در نهایت رودخانه آمور است. کل این منطقه به عنوان فرورفتگی خانکا شناخته می‌شود، زیرا یک زمین پست است که توسط کوه‌ها و زمین‌های مرتفع احاطه شده است. این منطقه اکولوژیکی توسط جنگل‌های مختلط منچوری در شمال، غرب و جنوب و جنگل‌های پهن‌برگ و مختلط اوسوری در شرق احاطه شده است.

## آب و هوا
این منطقه دارای آب و هوای قاره‌ای مرطوب - زیرگروه تابستان‌های خنک (طبقه‌بندی کوپن دی دبلیو بی) است. این آب و هوا با تغییرات زیاد دما، چه روزانه و چه فصلی، مشخص می‌شود؛ با زمستان‌های طولانی و سرد و تابستان‌های کوتاه و خنک که میانگین آن از ۲۲ درجه سلسیوس (۷۲ درجه فارنهایت) تجاوز نمی‌کند. . میانگین بارندگی حدود ۶۰۰ میلی‌متر در سال. میانگین دما در مرکز منطقه اکولوژیکی −۲۰ درجه سلسیوس (−۴ درجه فارنهایت) است. در ژانویه، و ۲۰ درجه سلسیوس (۶۸ درجه فارنهایت) در ماه جولای.

## گیاهان و جانوران
بخش عمده‌ای از منطقه اطراف، نوعی باتلاق است که با گیاهان زنده و پیت‌ساز مشخص می‌شود. رایج‌ترین اشکال باتلاق ، مراتع مرطوب و باتلاق‌های علفی هستند. در زیر این منطقه، لایه‌ای ضخیم از خاک رس وجود دارد که از زهکشی خاک جلوگیری می‌کند. تنوع گونه‌ای به دلیل شرایط مطلوب بالا است. بومی‌گرایی زیاد است زیرا این منطقه در دوره پلیستوسن یخبندان نداشته است و این امر باعث ایجاد پناهگاه و مسیر مهاجرت برای گونه‌ها در این منطقه شده است.
دریاچه خانکا، به عنوان بزرگ‌ترین دریاچه آب شیرین در شرق دور روسیه، یک مکان مهم برای لانه‌سازی و مهاجرت پرندگان است - مهم‌تر از همه، پرندگان آبزی که از این منطقه برای لانه‌سازی، استراحت و تغذیه استفاده می‌کنند. ۴۹ گونه پرنده آبزی ثبت شده است، از جمله ۲۴ گونه اردک، ۹ گونه غاز، ۵ گونه غواص و ۵ گونه دیگر. در طول پرواز بهاری، جمعیتی تا ۵۰۰۰۰۰ غاز ثبت شده است؛ جمعیت اردک‌ها نیز به صدها هزار نفر می‌رسد. بیش از ۳۶۱ گونه پرنده در این منطقه اکولوژیکی مشاهده شده است.
چهار گونه درنا در این منطقه اکولوژیکی یافت می‌شوند، از جمله درنای تاج قرمز (درنای منچوری) که در معرض خطر انقراض است. این پرندگان در تالاب‌های فصلی و مراتع مرطوب منطقه زادآوری می‌کنند و به شدت به حفظ زیستگاه‌های طبیعی وابسته‌اند.

## محافظت‌ها
مناطق حفاظت‌شده مهم در منطقه اکولوژیکی عبارتند از:
- ذخیره‌گاه طبیعی خانکا، یک ذخیره‌گاه طبیعی تحت حفاظت روسیه در سواحل جنوبی و باتلاق‌های دریاچه خانکا.
- منطقه حفاظت‌شده ملی دریاچه شینگکای، ۲۲۲۵ کیلومتر مربع از دشت سیلابی شمالی و بخشی از دریاچه خانکا در سمت چین را پوشش می‌دهد. این منطقه طی یک توافق فرامرزی با منطقه حفاظت‌شده خانکا در روسیه مدیریت می‌شود.[۸]
- دریاچه خانکا - تالاب رامسر با اهمیت بین‌المللی.[۹]